# Pedro Serra Vidal
Pedro Serra Vidal (Barcelona, 25 de diciembre de 1926-17 de febrero de 2017) fue un diseñador y carrocero de automóviles español. Se le relaciona especialmente con varias de las carrocerías del Pegaso Z-102 y varios rediseños de modelos de Chrysler y SEAT. Fue principalmente autor de carrocerías únicas sobre chasis nuevos o procedentes de otros automóviles, pero realizó varios modelos originales destinados a series.
Se desconocen sus dibujos, aunque en alguna entrevista ha afirmado que trabajaba directamente sobre la chapa y el chasis, modelando a mano y a martillo; se sabe que era muy riguroso y perfeccionista. De gran originalidad, se le puede distinguir por el aire deportivo de sus creaciones, la inspiración europea de sus diseños incluso cuando juega con estilemas norteamericanos, por la armonía de las formas también en trabajos difíciles y arriesgados, y por conseguir que todos los detalles se integraran con apariencia de facilidad y de ser evidentes.

## Biografía

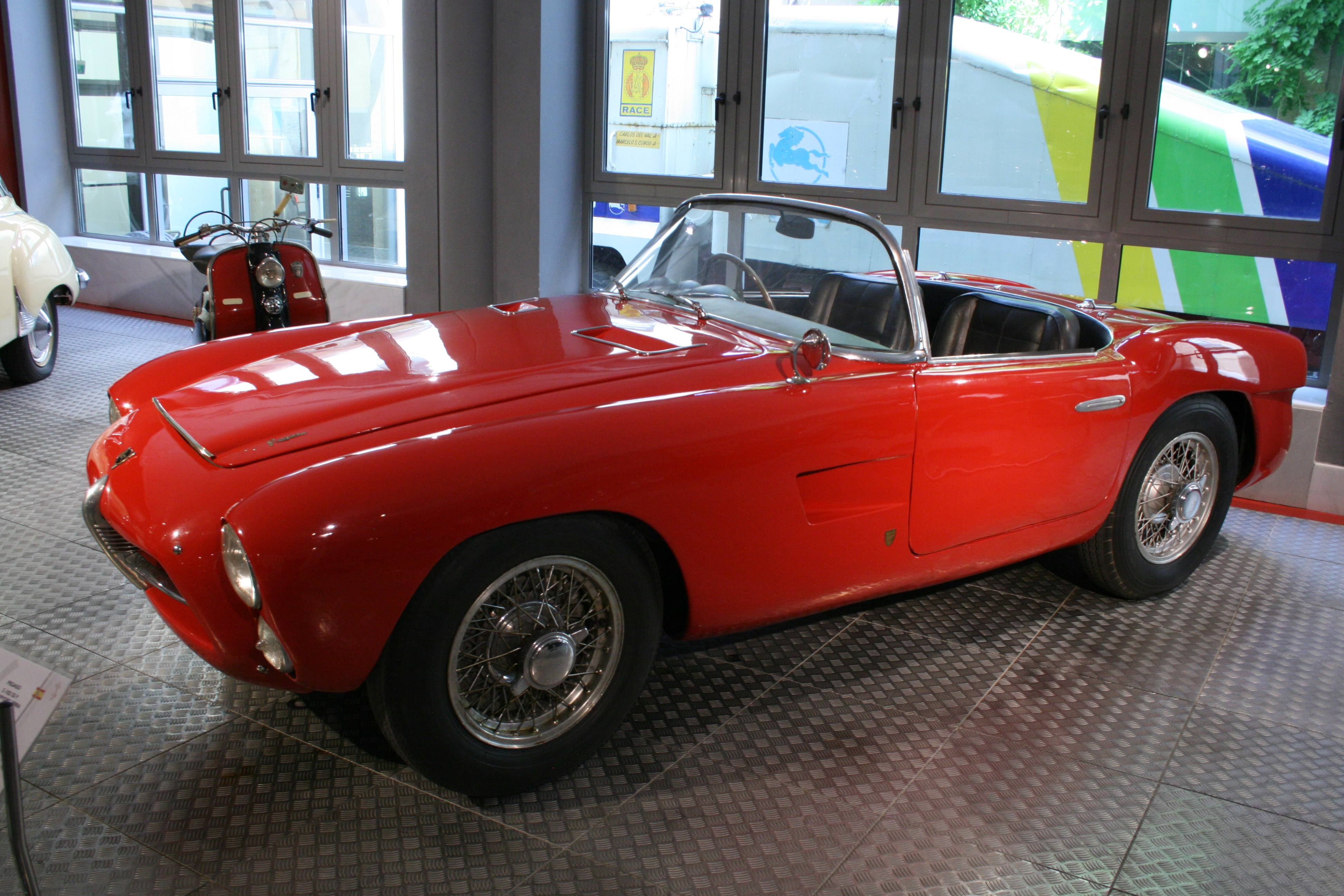
Pegaso Z-102 SS P con bastidor 124, hoy en el Museo de la Automoción de Salamanca.

Pedro Serra Vidal nació en Barcelona el 25 de diciembre de 1926, hijo de los empresarios Joan Serra Sabaté y María Vidal Jesé. Su padre fue propietario de un taller de automoción en Barcelona, y tras ser perjudicado más tarde (1927) por el monopolio de CAMPSA emigró a París, donde se empleó como carrocero. Pedro Serra creció en París hasta que en 1932 su familia regresó a Barcelona. Allí su padre retomó el negocio automotriz, fundando un taller de chapa en el industrial paseo de San Juan de la Ciudad Condal.
Tras la Guerra Civil el joven Serra se incorporó al taller familiar y, más tarde, al concesionario e importador de vehículos Finanzauto. Con su vinculación y experiencia en el mundo del automóvil se formó como autodidacta.   
Pedro Serra se retiró definitivamente en los primeros años ochenta.

## Diseños
El estudioso de Serra, Pablo Gimeno Valledor clasifica sus trabajos en cuatro categorías: carrocerías sobre chasis viejos con objeto de modernizarlos, carrocerías sobre chasis nuevos, réplicas y otras. Se mencionan algunas de ellas.

### Carrocerías sobre chasis viejos
- Sobre el chasis de un Fiat 1500; este vehículo aparece en las películas Accidente 703,[6] El juego de la verdad[7] y Se necesita chico.[8]
- Sobre un Lancia Aprilia 1500, descapotable; perteneció al propio Serra.
- Sobre un Peugeot 203.
- Sobre un Aston Martin DB2, que había sufrido un grave accidente. Fue carrozado como cabriolet. Es conocido como "capricho español".
- Sobre un Ford Taunus de los años 50, una originalísima carrocería muy diferente del diseño original.
- Renault; Serra recarrozó en varias ocasiones coches de este constructor francés. 
  - Renault 4CV; recarrozó en 1958 un bastidor, dándole una carrocería tipo spider.

- SEAT; Además de series realizadas sobre chasis nuevos, realizó modificaciones radicales en gran número de automóviles SEAT.
  - SEAT 600-1000 Corver Cabriolet.
  - SEAT 600 Roadster 1966; este y el anterior son modelos únicos con mecánica preparada por Corver.
  - SEAT 600 Cupé Speedwell de 1967.
  - SEAT 600 Cabriolet Speedwell de 1967.
  - SEAT 600 roadster Speedwell, también de 1967.
  - SEAT 1430 berlina.
  - SEAT 1430 Cabriolet.
  - SEAT 1430 Fastback.
  - SEAT 124 Sport 1600 Cabriolet.
  - SEAT 124 Sport Coupé 1800.
  - SEAT 131 Cabriolet[9]
  - SEAT 127 Centralsa Serra (bajo un concesionario SEAT de Barcelona llamado centralsa recibía encargo para hacer los modelos más exclusivos).

- Dodge; por encargo de industriales catalanes e italianos, la empresa "Ibero IIaliana de Carrocerías" en 1966 le encarga a Serra transformar dos Dodge Dart de 1966 para hacer dos cabriolet. Posteriormente para los mismos clientes hizo un Station Wagon sobre el mismo chasis.

- Rolls-Royce; en 1959 modifica la carrocería de un Rolls-Royce Silver Wraith transformándola en una tipo coupé, rediseñando los faros y fue pintado en azul oscuro, aunque en la actualidad está pintado de color blanco. Actualmente este coche se encuentra en el Museo de la Automoción de Salamanca.

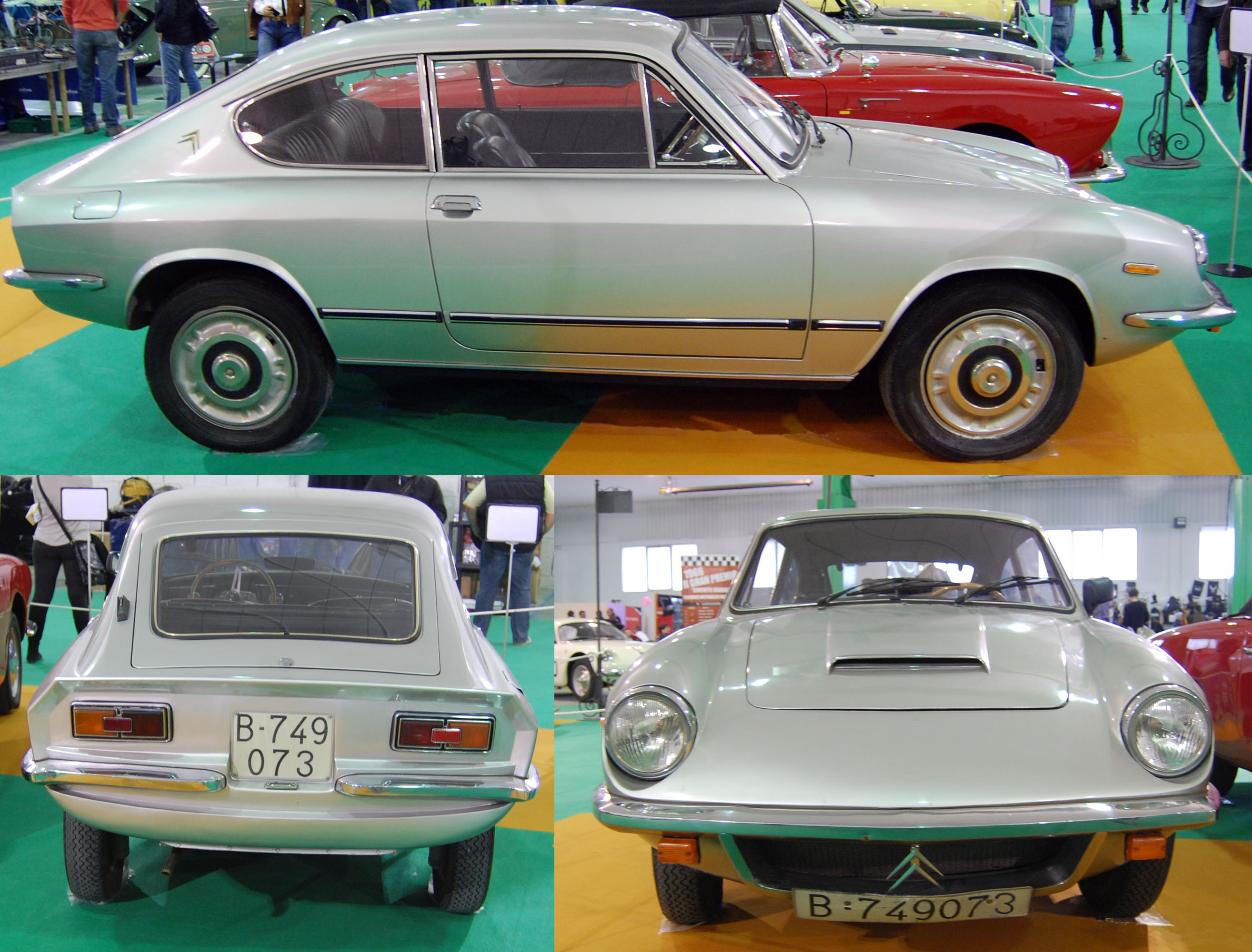
Citroën Dyane 6 carrozado como un cupé deportivo. Fotos de la XVIII Auto Classic de Alcañiz en 2010

- Citroën Dyane 6 carrozado como un cupé deportivo. Fotos de la XVIII Auto Classic de Alcañiz en 2010Citroën; al igual que sobre Renault, Serra realizó algunos de sus mejores trabajos sobre coches de baja gama de la marca francesa. 
  - Dyane 6 Un cupé deportivo.

- Authi; en el Salón del Automóvil de Barcelona de 1971 es mostrada una segunda versión presentada en 1969 de un MG 1300, el MG Crazy.[10] Un spider que finalmente fue desestimado por los altos costes de fabricación, que en principio iba a ser fabricado por Authi. Solo se conoce el ensamblaje de entre tres y seis unidades.

### Carrocerías sobre chasis nuevos
- Pegaso Z 102/103. Serra carrozó siete por encargo directo de Wifredo Ricart, más dos reconstrucciones.
  - Tipo SSP; el primer Pegaso carrozado por Serra fue una reconstrucción, con la mecánica del chasis 0-0103, que lucía originalmente una carrocería diseñada por el taller de ENASA, sobre un chasis nuevo (3-0124). La carrocería, tipo Roadster, se puede ver actualmente en el Museo de la Automoción de Salamanca. Tras verla Ricart le encargó seis, sobre bastidor nuevo.

- - Tipo SS1; dos carrocerías, con diferencias. La primera fue remotorizada posteriormente con un motor z-104, sigue en propiedad de ENASA. La segunda fue motorizada originalmente con un motor Z-103. Apareció en la película Aventura para dos.
  - Tipo SS2; un ejemplar que nunca llevó motor Pegaso, otro con motor Z-103, y un tercero con motor Z-102, recarrozado por encargo de ENASA y que originalmente tuvo una carrocería Touring.
  - Coupé S; Otra reconstrucción, de un chasis que llevó originalmente una carrocería spider Touring, más tarde una barqueta de ENASA en fibra de vidrio, para finalmente recibir una carrocería coupé con hardtop.[11]
  - Otra reconstrucción, sobre una barqueta Touring accidentada, fue devuelta por su actual propietario al aspecto original, estando el diseño de Serra perdido.
  - Otra modificación perdida sobre un cupé Saoutchik, al que Serra modificó la zaga; se conserva el chasis y la mecánica en Estados Unidos, y se le ha añadido una réplica de la carrocería "Rabassada" de ENASA.
  - Modificación de una berlineta Touring para hacer un roadster a partir de un coupé.

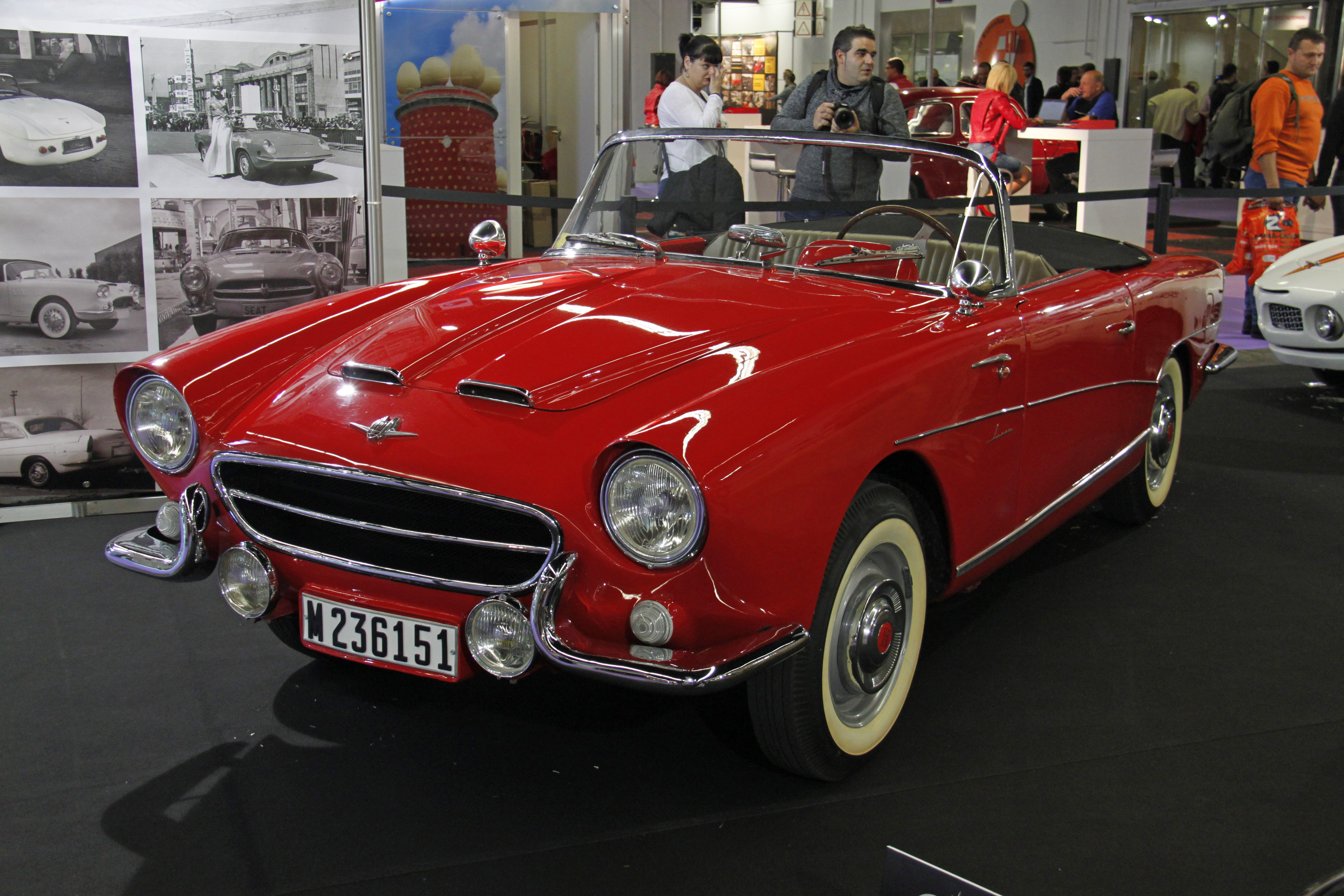
Seat 1400 A Sport carrozado por Serra

- Seat 1400 A Sport carrozado por SerraSEAT. Serra carrozó chasis de SEAT 1400 A y B por su cuenta, lo que hizo que los responsables de la marca se fijaran en sus diseños. 
  - SEAT 1400 A y B Cabriolet, 1, 2, 3 y 4; en colaboración con SEAT realizó pequeñas series de cuatro modelos sucesivos, todos con variantes sobre un tipo cabriolet. De este coche se hizo una reproducción de juguete, apareciendo en al menos dos películas de la época.[5]
  - SEAT 1400 C Cabriolet; Serra modificó ligeramente varios 1400 C para hacerlos descapotables, en dos versiones.
  - SEAT 1400 C Berlina; encargo particular.
  - SEAT 600 Roadster 1964; pequeña serie de 16 unidades.

- Barreiros; sobre el Dodge del fabricante gallego realizó un prototipo denominado Dodge Specter(aunque por un error de transcripción la gente le conoce como Dodge Spectro) destinado al Salón de Barcelona de 1968.
  - Dodge 3700 Boulevard; llamado también Dodge Serra Coupé, carrocería realizada sobre el Dodge 3700 GT (por aquel entonces ya dirigida por Chrysler) en 1971. Realizado en fibra de vidrio y ensamblado con silicona. Se llegaron a realizar 18 unidades, siendo suspendido en 1974. Constituye una de las grandes realizaciones de Serra.

Dodge 3700 Boulevard
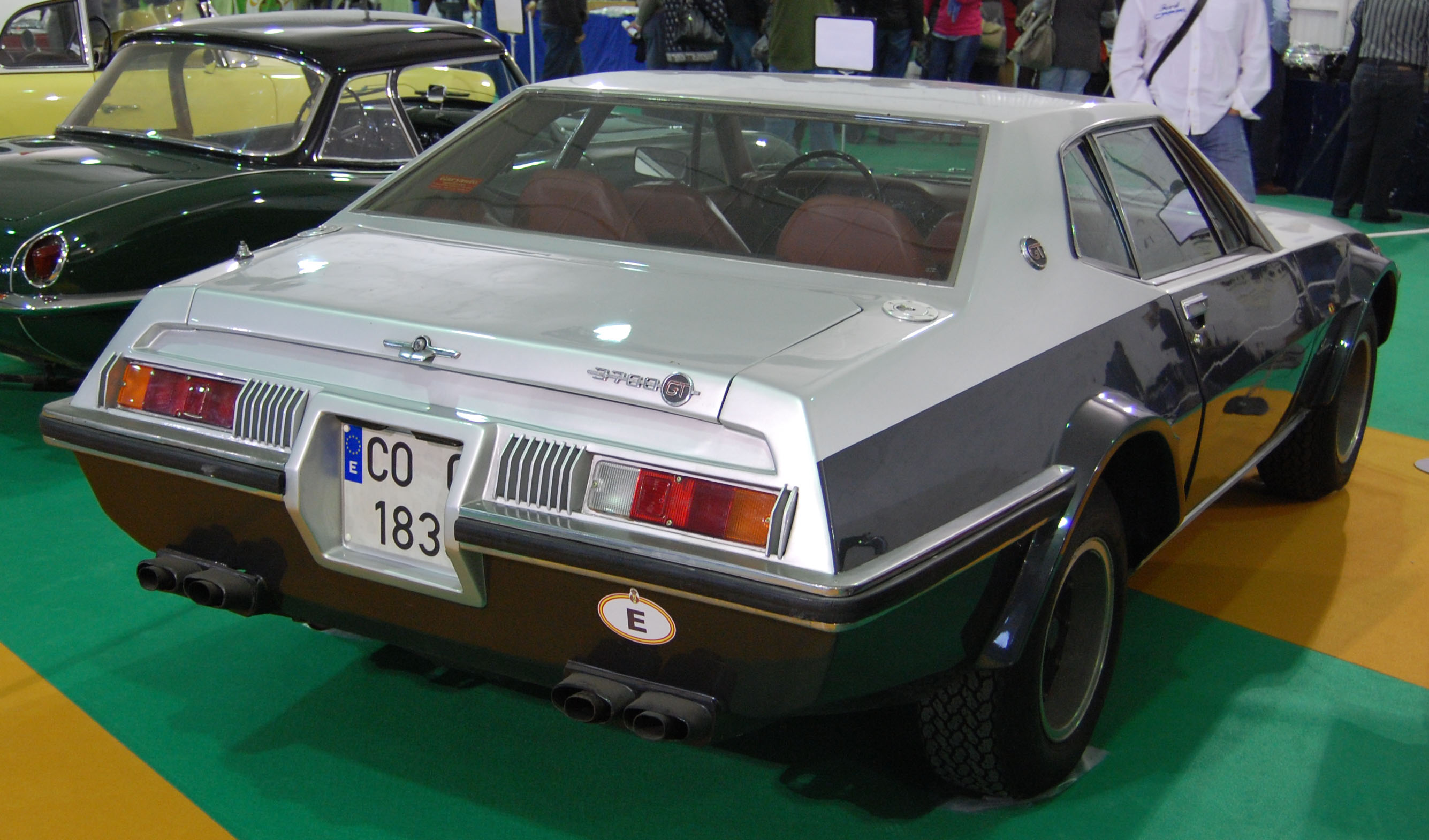
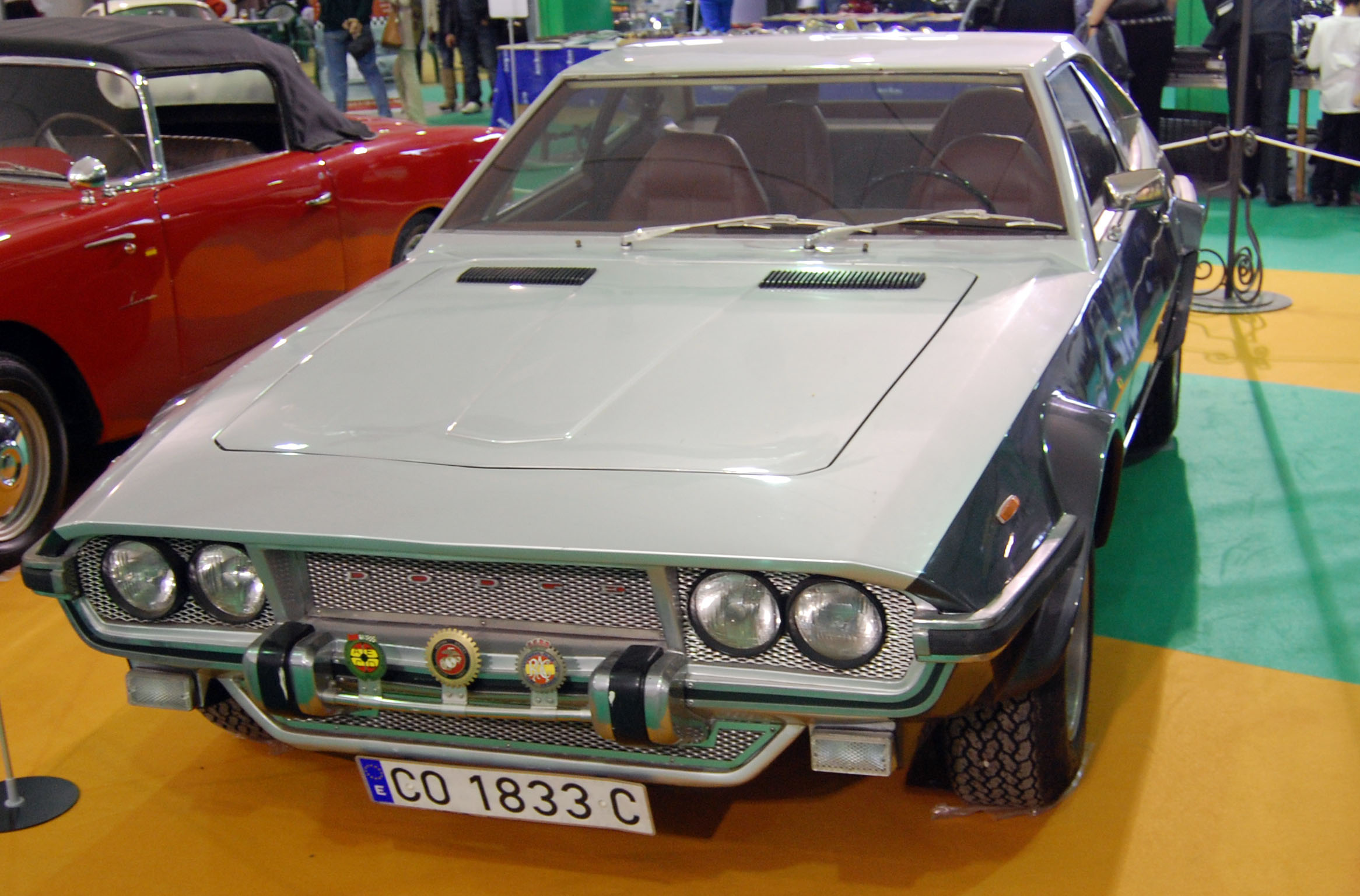
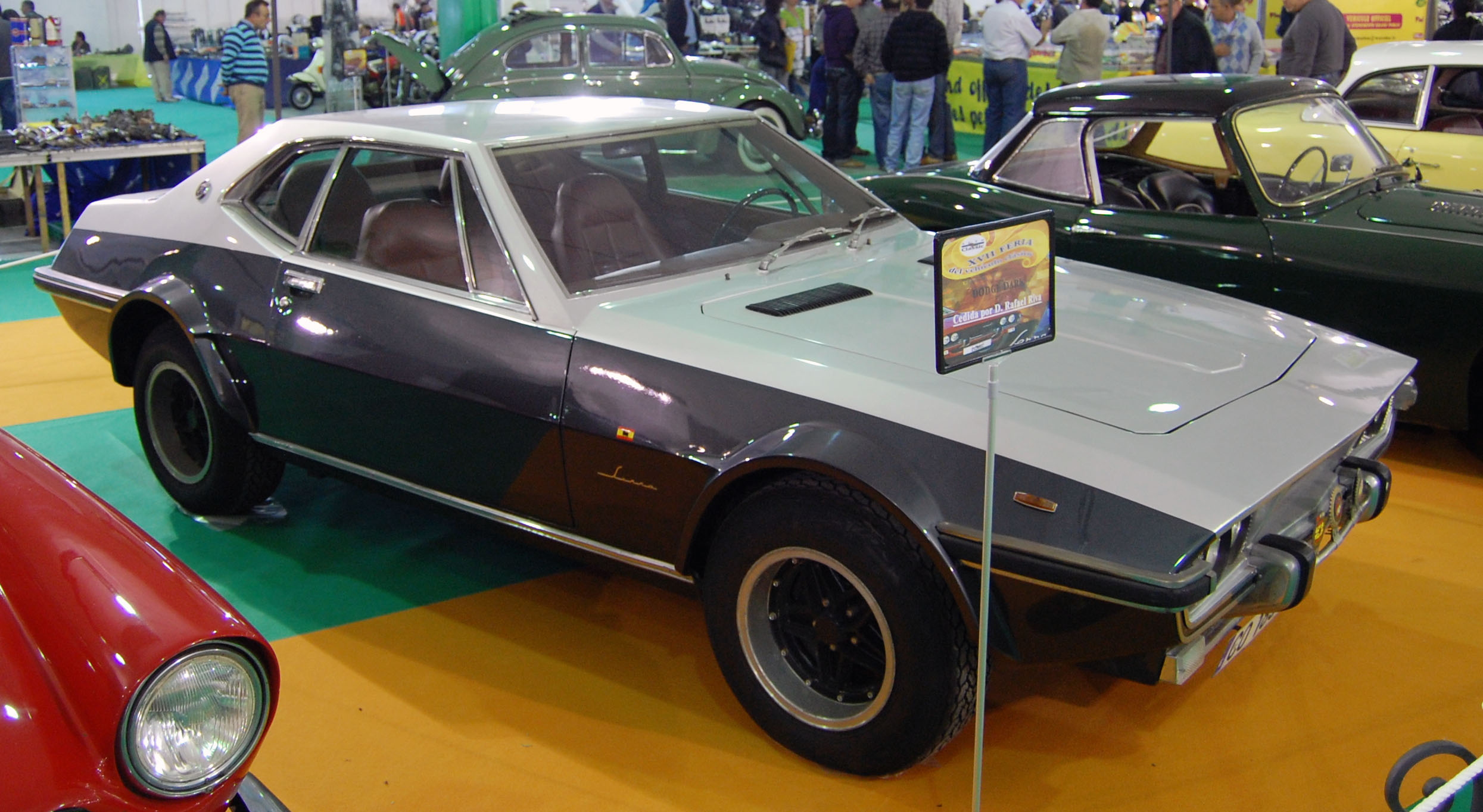

- Iso Rivolta; sobre este efímero deportivo realizó dos carrocerías.

- Morgan; a finales de 1955 F.Alcaraz, importador en España de la marca Morgan consigue una remesa de coches, entre ellos un chasis completo sin carrocería. Ese chasis, nº 3380, es comprado por un particular mandado a Serra para ser convertido en un coupé, creando ya en 1956 el Morgan Plus 4.[12]

- Microcoches

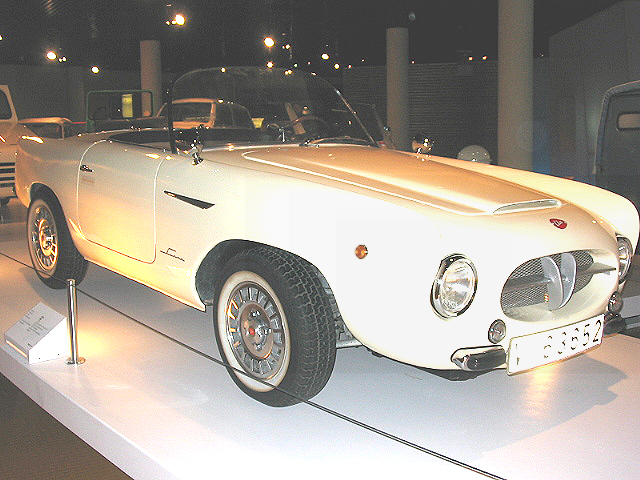
Clúa 500.

  - Pegasines: los dos microcoches mencionados aquí son a menudo llamados "pegasines", aunque el más parecido al Pegaso Z 102 sea el Clúa.  También son llamados a menudo Pegasines los propios deportivos de Pegaso, dado que la empresa se dedicó a los camiones y vehículos industriales.
  - Biscúter. Serra diseñó un prototipo de carrocería para el popular Biscúter de Autonacional.
  - Clúa; para este constructor de motores y motos Serra diseñó una carrocería completa, Clúa 500, seguramente uno de sus mejores diseños, teniendo en cuenta especialmente las limitaciones industriales. Pese al parecido con los Pegaso, no es un simple cambio de escala. Dificultades industriales lo condujeron al fracaso.

### Réplicas y otras
Por encargo Serra hizo réplicas de automóviles con chasis de otros. Por ejemplo, en 1957 recarrozó un Rolls Royce Phantom III V12 de 1937 con la apariencia de un Silver Cloud a petición de su entonces dueño José Finat y Escrivá de Romaní, Conde de Mayalde y alcalde de Madrid.
En 1991 se hizo una réplica modernizada del Z 103, el P 50, supervisada por el propio Serra. El motor era un Rover V8. Se produjeron diez vehículos. 
A fines de los años 70 Serra modificó algunos BMW por encargo de la propia marca o de algún importador.